# Le Dernier Chant de la baleine
Le Dernier Chant de la baleine est un documentaire de 72 minutes produit par Botsford Média à Moncton. Il suit Julien Robichaud dans sa quête pour découvrir les dangers qui guettent les baleines noires, une espèce en voie d’extinction, mais aussi les initiatives qui sont mises en place pour aider à leur survie.
La première diffusion a eu lieu le 21 mars 2022 sur la chaîne de télévision Unis TV.

## Synopsis
Les baleines noires se chiffrent actuellement à environ 400 spécimens dont à peine 100 femelles. Ce film documentaire suit Julien Robichaud dans sa quête visant à déterminer si sa génération sera responsable de l'extinction de la baleine noire. Au cours des dernières années, l'espèce a subi une diminution importante en raison des collisions avec des navires, de l'empêtrement dans les cordages des bateaux de pêche et de la pollution entraînant un manque de nourriture et un déplacement des populations. Robichaud part à la rencontre de ceux qui participent à leur sauvegarde et de ceux qui sont vus comme leurs ennemis, les pêcheurs, dont plusieurs font des efforts soutenus et sincères pour éviter de les blesser.

## Tournage
Le tournage a eu lieu dans les provinces maritimes et au Québec au Canada ainsi qu’en Floride aux États-Unis. 

## Fiche technique
- Titre : Le Dernier Chant de la baleine
- Réalisation : Gilles Doiron et Julien Robichaud
- Scénario : Julien Robichaud
- Directeur de la photographie : Gilles Doiron
- Ingénieur de son : Paul Goguen
- Monteur : Martin Goguen
- Étalonage: Emmanuel Albert
- Compositeur musique : Patrick Martin
- Production : Gilles Doiron, Marcel Gallant, Chris Goguen, Marc Savoie
- Société de production : Botsford Média
- Société de distribution (télévision) : Unis TV
- Pays d’origine : Canada
- Langue originale : français